# Pagua River
Pagua River är ett vattendrag i Dominica. Det ligger i den centrala delen av landet, 27 km nordost om huvudstaden Roseau. Pagua River ligger på ön Dominica.